# Marathon van Nagano 2002
De marathon van Nagano 2002 vond plaats op zondag 14 april 2002 in de Japanse stad Nagano. Het was de vierde editie van deze marathon.
De wedstrijd werd bij de mannen gewonnen door de Zuid-Afrikaan Josia Thugwane in 2:13.23. Hij had bijna twee minuten voorsprong op Maxwell Musembi uit Kenia, die als tweede in 2:15.12 over de streep kwam. Bij de vrouwen won de Russische Madina Biktagirova de wedstrijd in 2:26.09. Zij was ruim een minuut sneller dan de Ethiopische Fatuma Roba, die 2:27.16 voor zich liet noteren.

## Uitslagen

### Mannen
| rang   | naam              | land | tijd    |
| ------ | ----------------- | ---- | ------- |
| Goud   | Josia Thugwane    | RSA  | 2:13.23 |
| Zilver | Maxwell Musembi   | KEN  | 2:15.12 |
| Brons  | Manabu Nishida    | JPN  | 2:16.21 |
| 4      | Artur Osman       | POL  | 2:17.00 |
| 5      | Tegenu Yami       | ETH  | 2:18.12 |
| 6      | Hideharu Tajima   | JPN  | 2:18.43 |
| 7      | Masaki Higa       | JPN  | 2:19.54 |
| 8      | Daniel Getachu    | ETH  | 2:20.16 |
| 9      | Yoshihisa Okamoto | JPN  | 2:20.39 |
| 10     | Takahiro Sunada   | JPN  | 2:21.34 |
| 12     | Gebre Tadesse     | ETH  | 2:22.51 |

### Vrouwen
| rang   | naam               | land | tijd    |
| ------ | ------------------ | ---- | ------- |
| Goud   | Madina Biktagirova | RUS  | 2:26.09 |
| Zilver | Fatuma Roba        | ETH  | 2:27.16 |
| Brons  | Dorota Gruca       | POL  | 2:31.08 |
| 4      | Masako Koide       | JPN  | 2:32.21 |
| 5      | Irina Bogacheva    | KGZ  | 2:32.54 |
| 6      | Chihiro Tanaka     | JPN  | 2:33.22 |
| 7      | Ayano Kozuka       | JPN  | 2:34.56 |
| 8      | Ai Sugihara        | JPN  | 2:37.47 |
| 9      | Miyuki Shigihara   | JPN  | 2:41.44 |
| 10     | Hiroko Nomura      | JPN  | 2:42.20 |
| 11     | Jing-Bo Lu         | CHN  | 2:47.12 |
| 12     | Kaori Shinjo       | JPN  | 2:49.10 |
| 13     | Kumiko Fukuzawa    | JPN  | 2:49.36 |

Shinmai-periode:

1958 ·
1959 ·
1960 ·
1961 ·
1962 ·
1963 ·
1964 ·
1965 ·
1966 ·
1967 ·
1968 ·
1969 ·
1970 ·
1971 ·
1972 ·
1973 ·
1974 ·
1975 ·
1976 ·
1977 ·
1978 ·
1979 ·
1980 ·
1981 ·
1982 ·
1983 ·
1984 ·
1985 ·
1986 ·
1987 ·
1988 ·
1989 ·
1990 ·
1991 ·
1992 ·
1993 ·
1994 ·
1995 ·
1996 ·
1997 ·
1998

Nagano-periode:

1999 ·
2000 ·
2001 ·
2002 ·
2003 ·
2004 ·
2005 ·
2006 ·
2007 ·
2008 ·
2009 ·
2010 ·
2011 ·
2012 ·
2013 ·
2014 ·
2015 ·
2016 ·
2017